# Le Secrétaire de Madame
Le Secrétaire de Madame est une comédie-vaudeville en un acte d'Eugène Labiche, représentée pour la première fois à Paris au Théâtre du Palais-Royal le 5 octobre 1857.
- Collaborateur Marc-Michel.
- Editions Michel Lévy frères.

## Distribution
| Acteurs et actrices ayant créé les rôles |                   |
| Personnage                               | Acteur ou actrice |
| Commanville, 50 ans                      | Lhéritier         |
| Jérôme Pivin                             | Brasseur          |
| Baptiste                                 | M. Octave         |
| Léopold                                  | M. Leriche        |
| Julie Commanville, 26 ans                | Mme Octave        |